# Patrick Henry
Patrick Henry (Hanover County, Virginia 29 mei 1736 - Brookneal, Virginia, 6 juni 1799) was een Amerikaans orator en staatsman en de eerste en zesde gouverneur van Virginia. Hij was een van de Amerikaanse Founding Fathers en een pleitbezorger van individuele vrijheden. In de aanloop naar de Amerikaanse Onafhankelijkheidsoorlog hield hij een rede die bekend is geworden door de slotwoorden die Henry sprak: "Give me Liberty, or give me death!" (Geef me de vrijheid of geef me de dood!). Later zou Henry zich tegen de grondwet uitspreken.

## Vroege leven
Henry werd geboren op een tabaksplantage in Virginia als zoon van John en Sarah Henry. Hij bezocht korte tijd een school voordat zijn vader hem begon te onderwijzen. Hij opende samen met zijn broer William een winkel in 1752 die al snel ten onder ging en nadat hij op zijn 18e trouwde met Sarah Shelton, die een plantage bezat, trachtte hij als planter en, nadat zijn plantage in 1757 afbrandde, wederom als winkelier de kost te verdienen. In 1760 besloot Henry rechten te gaan studeren en slechts korte tijd later, zonder een formele opleiding te hebben gevolgd, werd hij advocaat. Hij verwierf naam in 1763 door de zogenaamde zaak-Parson's Cause, een zaak aangaande de prijs van tabak en de betaling van hierop gebaseerde salarissen aan Anglicaanse geestelijken, waarin hij pleitte dat een koning die een noodzakelijke en door de lokale wetgevende vergadering aangenomen wet van een veto voorziet een "tiran" is die het "recht op gehoorzaamheid" van zijn onderdanen heeft verspeeld.

## Revolutie
In 1765 werd Henry verkozen in de wetgevende vergadering van Virginia, het House of Burgesses alwaar hij daags na zijn aantreden een aantal resoluties indiende tegen de door het Britse parlement aangenomen Stamp Act, een belasting op gedrukte materiaal. Henry pleitte in harde bewoordingen tegen de Stamp Act en hij werd door sommigen als landverrader gezien wegens zijn oppositie tegen het Britse gezag. Op de beschuldiging van landverraad zou Henry hebben geantwoord: "als dit landverraad is, maak er het beste van".
Vijf van de door Henry ingediende resoluties werden uiteindelijk aangenomen en de oppositie tegen de Stamp Act werd door zijn oratiek ook in de andere Britse kolonies versterkt. Henry kreeg bekendheid in de Dertien Koloniën en ook in Groot-Brittannië zelf naar aanleiding van zijn radicale ideeën.

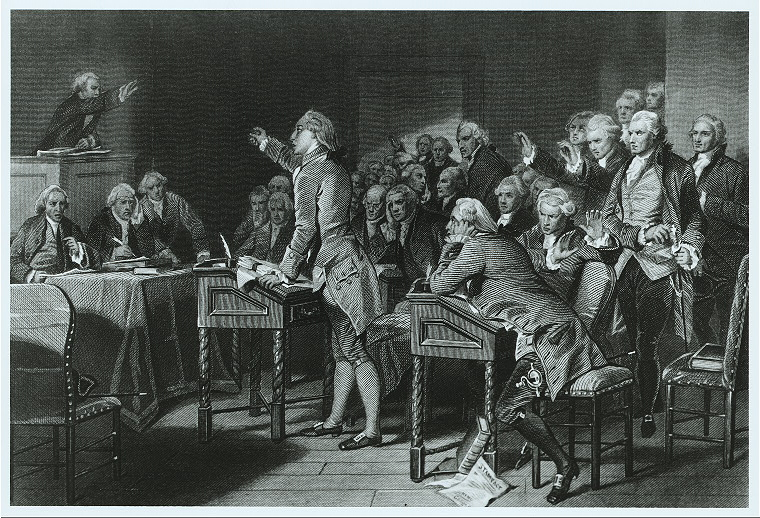
Patrick Henry tijdens een redevoering voor de wetgevende vergadering van Virginia op een schilderij uit 1850

Enkele jaren na het Bloedbad van Boston en kort na de Boston Tea Party werd Henry delegatielid voor Virginia in het eerste Continental Congress. Hij nam ook kort zitting in het Tweede Continental Congress maar trok zich hieruit al snel terug. Hij sprak zich uit voor een gezamenlijke strijd tegen de Britse koloniale autoriteiten en verklaarde onder meer: "Ik ben geen Virginian, ik ben een Amerikaan".
Tussen het Eerste en het Tweede Continental Congress in keerde Henry terug naar Virginia en stelde in Hanover County een militie samen. Ook kwam zijn vrouw in 1775 te overlijden. In maart 1775 woonde Henry een conventie bij in Virginia. De leden van deze conventie waren in twee kampen verdeeld. Het ene kamp wilde vreedzaam protesteren tegen de Britse koloniale overheersers terwijl het andere kamp, Henry incluis, meer actief, desnoods militair, verzet voorstonden. Henry riep op Virginia gereed te maken voor gewapend verzet en diende hiertoe een resolutie in op de conventie. Op 23 maart 1775 hield hij een redevoering voor de conventie die eindigde met de bekende woorden "Give me Liberty, or give me death!" (Geef me de vrijheid of geef me de dood!). De conventie nam Henry's resolutie later met krappe meerderheid aan.
Tijdens Henry's korte zittingsperiode in het Tweede Continental Congress werd in Virginia een tweetal regimenten samengesteld en Henry verkreeg het bevel hierover. George Washington stelde dat het een grove fout was van zijn landgenoten om Henry het bevel over een legeronderdeel te geven omdat hij dan niet meer in het Congres zou kunnen dienen. Begin 1776 werden de twee Virginia regimenten onder bevel van kolonel Henry ondergebracht in het Continentale Leger. Henry's bevel over de legeronderdelen zou van korte duur zijn en na (deels politiek gemotiveerde) frictie met andere bevelhebbers legde hij zijn functie in het leger neer.
Na zijn kortstondige militaire loopbaan ging Henry wederom de politiek in en nam hij zitting in een conventie die in Williamsburg gehouden werd. De conventie riep de delegatieleden van Virginia bij het Tweede Continental Congress op om voor de onafhankelijkheid te stemmen, een positie die Henry na enige aarzeling steunde. De conventie van Williamsburg stelde ook een grondwet voor Virginia op en Henry stelde mede de Virginia Declaration of Rights op. Henry werd door de conventie driemaal gekozen als gouverneur van Virginia, telkens voor een ambtstermijn van één jaar. Hij diende aldus van 6 juli 1776 tot 1 juni 1779. In deze periode hertrouwde Henry met Dorothea Dandridge.
Na de Revolutie keerde Henry kortstondig terug naar zijn plantage vooraleer hij terugkeerde naar de politiek. In 1780 werd hij verkozen in de wetgevende vergadering van Virginia waar hij een van de belangrijkste tegenstanders van James Madison was. Van 1784 tot 1786 diende hij wederom als gouverneur van Virginia.

## Latere jaren
In de periode vlak na de Revolutie werden de nieuw onafhankelijk geworden staten geregeerd onder de Articles of Confederation waarbij de Verenigde Staten als een losse confederatie werden bestuurd. Deze staatsvorm bleek al vrij snel onwerkbaar en er gingen stemmen op om een sterker centraal bestuur in te richten. In virginia was het met name James Madison die dit initiatief steunde. In 1787 werd er een conventie gehouden in Philadelphia alwaar een concept grondwet werd opgesteld. Henry werd aanvankelijk gekozen als delegatielid voor Virginia maar hij weigerde zitting te nemen. Als officiële reden gaf hij financiële problemen op hoewel hij tevens sterk tegenstander was van een sterker centraal gezag. Henry vreesde dat de grondwet het centrale bestuur te veel machten zou verschaffen en dat het ambt van president gevaarlijk dicht bij dat van tiran of monarch zou kunnen komen te liggen. De staten, zo stelde hij, zouden te veel van hun autonomie en hun rechten moeten afstaan aan de federale regering.
Nadat in september 1787 de nieuwe grondwet werd aangenomen door de Constitutional Convention was Henry een van de grootste tegenstanders van het nieuwe document tijdens de conventie van Virginia waar over ratificatie van de grondwet werd gedebatteerd. Madison beschouwde Henry, als leider van de anti-federalisten, als de belangrijkste obstakel tegen ratificatie in Virginia. Uiteindelijk stemde de conventie van Virginia met een krappe meerderheid (89 voor en 79 tegen) in met de grondwet waarmee Virginia de tiende staat werd die de grondwet ratificeerde. Mede naar aanleiding van de bezorgdheid van veel anti-federalisten zoals Henry werd later de Bill of Rights aan de grondwet toegevoegd waarmee enkele basis rechten werden vastgelegd en die de invloed van de federale regering op de individuele staten enigszins beperkte. Nadat deze Bill of Rights aan de grondwet was toegevoegd legde Henry zich neer bij de nieuw gevormde federale staatsinrichting.

### Politieke ommekeer en dood
In 1790 verliet Henry wederom de politiek en werd hij weer werkzaam als advocaat. Hij weigerde in 1795 de nominatie van president George Washington om Secretary of State te worden en sloeg ook andere hoge posities af zoals die van rechter aan het Hooggerechtshof en ambassadeur. Hij deed dit mede door zijn tegenstand tegen de federale regering maar ook vanwege zijn verslechterende gezondheid. Mede door de excessen van de Franse Revolutie echter maakte hij in de jaren 1790 een ommekeer in zijn politieke denken en werd hij een grotere voorstander van de federalisten. Hij vreesde dat er in de Verenigde staten, zoals in Frankrijk was gebeurd, anarchie kon ontstaan. Hij steunde het beleid van president John Adams maar hij sloeg om gezondheidsredenen een ambassadeurspost af. Op aandringen van zijn oude vriend George Washington stelde hij zich in 1799 wel kandidaat voor een zetel in de Virginia House of Delegates. Hij won de verkiezingen, maar overleed op 6 juni 1799 voordat hij zijn zetel kon innemen.